# Kristoffer Normann Hansen
Kristoffer Normann Hansen (Hamar, 12 agosto 1994) è un calciatore norvegese, centrocampista o attaccante dello Jagiellonia.

## Biografia
È il fratello di Kornelius Normann Hansen, e pronipote di Sverre Hansen, anch'egli calciatori norvegese.

## Carriera

### Club
Normann Hansen è cresciuto nelle giovanili del Larvik Turn, per poi entrare a far parte di quelle del Sandefjord. Aggregato in prima squadra a partire dalla stagione 2010, ha esordito in 1. divisjon il 31 luglio 2011: ha sostituito Martin Jensen nella vittoria casalinga per 6-0 sul Mjøndalen.
Ad agosto 2012 è passato al Fram Larvik con la formula del prestito. L'11 agosto ha disputato la prima partita con questa maglia, venendo schierato titolare nella sconfitta per 2-1 subita in casa del Birkebeineren. Il 13 ottobre successivo ha segnato il primo gol, con cui ha contribuito alla vittoria per 0-2 sul campo dell'Ørn-Horten.
Al termine della stagione, è tornato al Sandefjord per fine prestito. Il 4 agosto 2013 è stato ceduto nuovamente al Fram Larvik, sempre con la stessa formula.
Rientrato ancora al Sandefjord in vista della stagione 2014, è stato aggregato stabilmente in prima squadra. Il 21 aprile dello stesso anno ha trovato la prima rete con questa casacca, nel pareggio per 2-2 maturato sul campo dell'Alta. Ha contribuito alla promozione in Eliteserien del Sandefjord, arrivata alla fine di quella stagione.
Il 6 aprile 2015 ha debuttato in Eliteserien, subentrando ad Eirik Lamøy nella vittoria per 3-1 sul Bodø/Glimt. Il 19 aprile ha siglato la prima rete nella massima divisione locale, sancendo il successo per 1-0 sul Sarpsborg 08. A fine stagione, il Sandefjord è retrocesso.
Il 17 agosto 2016, Normann Hansen è stato tesserato dal Sarpsborg 08, a cui si è legato fino al 31 dicembre 2019. Ha scelto di vestire la maglia numero 23. Ha esordito in squadra in data 11 settembre, sostituendo Joachim Thomassen nella sconfitta interna per 1-2 subita contro il Bodø/Glimt.
Il 9 marzo 2018, Normann Hansen è passato all'Ullensaker/Kisa a titolo definitivo, firmando un contratto valido per i successivi due anni e mezzo. È tornato a calcare i campi della 1. divisjon il 2 aprile seguente, subentrando a Nicolay Solberg nel pareggio casalingo per 1-1 contro l'HamKam. Il 22 aprile ha realizzato le prime reti, con una doppietta nella vittoria per 0-3 sul campo del Nest-Sotra.
Il 16 gennaio 2020 ha fatto ritorno al Sandefjord, con un contratto annuale. Ha disputato 25 partite e segnato 2 reti nell'Eliteserien 2020. È rimasto quindi al Sandefjord per un'ulteriore stagione.
Senza contratto, il 21 gennaio 2022 ha firmato un accordo valido fino al termine della stagione – con opzione per un ulteriore biennio – con i polacchi del Widzew Łódź. Ha debuttato in I liga con la nuova squadra il 25 febbraio, sostituendo Karol Danielak nella sconfitta per 2-5 subita in casa contro l'Arka Gdynia. Il 23 aprile è arrivato il primo gol, nel successo per 0-2 in casa del GKS 1962 Jastrzębie. A fine stagione, la squadra ha centrato la promozione in Ekstraklasa.
Rimasto in squadra anche per la stagione successiva, il 17 luglio 2022 ha giocato la prima partita nella massima divisione polacca: è subentrato a Bartłomiej Pawłowski nella sconfitta per 2-1 in casa del Pogoń Stettino.

### Nazionale
Normann Hansen ha giocato per la Norvegia a livello Under-16, Under-17 e Under-21. Per quanto concerne quest'ultima rappresentativa, ha debuttato il 9 ottobre 2014, subentrando a Thomas Grøgaard e trovando anche una rete nella vittoria in amichevole contro l'Irlanda, col punteggio di 4-1.

## Statistiche

### Presenze e reti nei club
Statistiche aggiornate al 5 settembre 2022.
| Stagione               | Club                   | Campionato             | Campionato | Campionato | Coppe nazionali | Coppe nazionali | Coppe nazionali | Coppe continentali | Coppe continentali | Coppe continentali | Supercoppe | Supercoppe | Supercoppe | Totale | Totale |
| Stagione               | Club                   | Comp                   | Pres       | Reti       | Comp            | Pres            | Reti            | Comp               | Pres               | Reti               | Comp       | Pres       | Reti       | Pres   | Reti   |
| ---------------------- | ---------------------- | ---------------------- | ---------- | ---------- | --------------- | --------------- | --------------- | ------------------ | ------------------ | ------------------ | ---------- | ---------- | ---------- | ------ | ------ |
| 2010                   | Sandefjord             | ES                     | 0          | 0          | CN              | 0               | 0               | -                  | -                  | -                  | -          | -          | -          | 0      | 0      |
| 2011                   | Sandefjord             | 1D                     | 3          | 0          | CN              | 0               | 0               | -                  | -                  | -                  | -          | -          | -          | 3      | 0      |
| gen.-ago. 2012         | Sandefjord             | 1D                     | 3          | 0          | CN              | 0               | 0               | -                  | -                  | -                  | -          | -          | -          | 3      | 0      |
| ago.-dic. 2012         | Fram Larvik            | 2D                     | 11         | 1          | CN              | -               | -               | -                  | -                  | -                  | -          | -          | -          | 11     | 1      |
| gen.-ago. 2013         | Sandefjord             | 1D                     | 1          | 0          | CN              | 1               | 0               | -                  | -                  | -                  | -          | -          | -          | 2      | 0      |
| ago.-dic. 2013         | Fram Larvik            | 2D                     | 10         | 8          | CN              | -               | -               | -                  | -                  | -                  | -          | -          | -          | 10     | 8      |
| Totale Fram Larvik     | Totale Fram Larvik     | Totale Fram Larvik     | 21         | 9          |                 | 0               | 0               |                    | -                  | -                  |            | -          | -          | 21     | 9      |
| 2014                   | Sandefjord             | 1D                     | 28         | 6          | CN              | 2               | 0               | -                  | -                  | -                  | -          | -          | -          | 30     | 6      |
| 2015                   | Sandefjord             | ES                     | 26         | 2          | CN              | 4               | 1               | -                  | -                  | -                  | -          | -          | -          | 30     | 3      |
| gen.-ago. 2016         | Sandefjord             | 1D                     | 14         | 2          | CN              | 2               | 0               | -                  | -                  | -                  | -          | -          | -          | 16     | 2      |
| ago.-dic. 2016         | Sarpsborg 08           | ES                     | 4          | 0          | CN              | 1               | 0               | -                  | -                  | -                  | -          | -          | -          | 5      | 0      |
| 2017                   | Sarpsborg 08           | ES                     | 4          | 0          | CN              | 1               | 0               | -                  | -                  | -                  | -          | -          | -          | 5      | 0      |
| Totale Sarpsborg 08    | Totale Sarpsborg 08    | Totale Sarpsborg 08    | 8          | 0          |                 | 2               | 0               |                    | -                  | -                  |            | -          | -          | 10     | 0      |
| 2018                   | Ullensaker/Kisa        | 1D                     | 29+1       | 13+0       | CN              | 4               | 0               | -                  | -                  | -                  | -          | -          | -          | 34     | 13     |
| 2019                   | Ullensaker/Kisa        | 1D                     | 22         | 6          | CN              | 2               | 0               | -                  | -                  | -                  | -          | -          | -          | 24     | 6      |
| Totale Ullensaker/Kisa | Totale Ullensaker/Kisa | Totale Ullensaker/Kisa | 51+1       | 19+0       |                 | 6               | 0               |                    | -                  | -                  |            | -          | -          | 58     | 19     |
| 2020                   | Sandefjord             | ES                     | 25         | 2          | -               | -               | -               | -                  | -                  | -                  | -          | -          | -          | 25     | 2      |
| 2021                   | Sandefjord             | ES                     | 26         | 7          | CN              | 1               | 0               | -                  | -                  | -                  | -          | -          | -          | 27     | 7      |
| Totale Sandefjord      | Totale Sandefjord      | Totale Sandefjord      | 126        | 19         |                 | 9               | 1               |                    | -                  | -                  |            | -          | -          | 135    | 20     |
| gen.-giu. 2022         | Widzew Łódź            | 1L                     | 13         | 2          | CP              | -               | -               | -                  | -                  | -                  | -          | -          | -          | 13     | 2      |
| 2022-2023              | Widzew Łódź            | EK                     | 6          | 0          | CP              | 1               | 0               | -                  | -                  | -                  | -          | -          | -          | 7      | 0      |
| Totale Widzew Łódź     | Totale Widzew Łódź     | Totale Widzew Łódź     | 19         | 2          |                 | 1               | 0               |                    | -                  | -                  |            | -          | -          | 20     | 2      |
| Totale                 | Totale                 | Totale                 | 225+1      | 49+0       |                 | 18              | 1               |                    | -                  | -                  |            | -          | -          | 244    | 50     |

## Palmarès
- 1. divisjon: 1

Sandefjord: 2014
- Campionato polacco: 1

Jagiellonia: 2023-2024